# 邬志豪

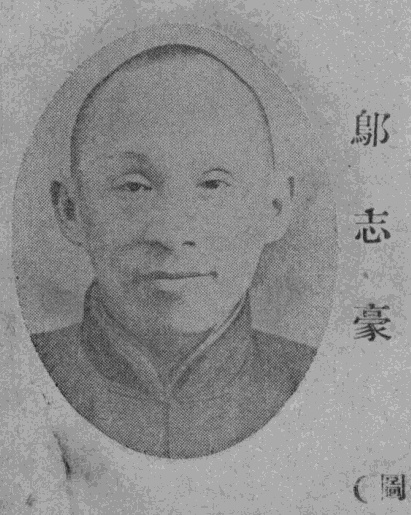

邬志豪，民国时期实业家，有“衣庄大王”之称。

## 生平
浙江宁波府奉化县人，兄鄔志堅为上海香港著名工业家，侄鄔惠廉，香港大律师。早年聪慧异常，12歲肄業於槐蔭書院。誦读經史而又覽群書，过目不忘，有神童之称。16岁父亲去世，家道中落，辍学经商。
又赴上海做裁缝，学习西服制作，后又在上海开设宝成衣庄、大盛福綢緞局，又创办“天”字系列「天福綢緞局」、「天寶綢緞店」。以丝绸业、纺织业起家，而又学习西欧机器纺织技术，以改良絲織品为己任。在江浙两省、上海創辦綢緞皮貨衣莊，并拥有上海福建南路上多数衣庄，世称“衣庄大王”。1921年，与同族“烟草大王”邬挺生在上海创办上宝银行。
又提倡“国货”，辦創上海國貨公司及上海百货商业银行，任百货商业银行经理。于宁波创办寧波實業銀行。1922年，参与创办中国商业信托公司。1932年创办上海百貨公司，專賣國貨，是“国货运动”代表实业家。
1937年移居香港，继续经营丝绸、纺织业，在香港创办成立「蘇浙商人協會」。1946年病逝香港。

## 家庭
后代有医学专长。兒子鄔顯華，開辦三多綢緞公司。兒子鄔顯庭，香港医生。兒子鄔維庸，香港医学会前会长。孙鄔揚正（鄔維庸子）是香港医生。孙鄔揚名，香港实业家。

## 延伸阅读
[在维基数据编辑]
 《海上名人傳·鄔志豪》，出自《海上名人傳》